# Cruz Salmerón Acosta
Cruz Salmerón Acosta is een gemeente in de Venezolaanse staat Sucre. De gemeente telt 43.500 inwoners. De hoofdplaats is Araya.